# ポート・エリザベス
ポート・エリザベス（英語: Port Elizabeth、コサ語: Gqeberha / iBhayi、アフリカーンス語: Die Baai）は、南アフリカ共和国の東ケープ州南部に位置するネルソン・マンデラ・ベイ都市圏の地区である。
2021年2月23日、南アフリカ政府はケベルハ（Gqeberha（[ᶢǃʱɛ̀ɓéːxà]、コエ語で「港」の意味）への改称を発表した。これについて当地のネルソン・マンデラ・ベイ都市圏政府は改称決定までの過程に問題があるとして反発。3月22日、都市圏政府は南アフリカ政府へ抗議状を提出し、その中で新たな名称として「ネルソン・マンデラ・シティ」（Nelson Mandela City）を提案したが却下された。

## 概要
- 2001年にネルソン・マンデラ・ベイ都市圏が発足するまでは独立した自治体であった。
- 港湾は、アルゴア湾に面しており、南アフリカ共和国の主な港湾都市の1つに挙げられる。

## 地理

### 気候
「風の町」（The Windy City）の異名を持つポート・エリザベスは亜熱帯気候であり、1年を通して弱い雨が降る。ケッペンの気候区分では、西岸海洋性気候（Cfb）となる。ポート・エリザベス付近は冬季に降水のある地中海性気候（Cs）の西ケープと、夏季に降水のある南アフリカ東部の中間に位置するためである。冬季は冷涼であるが穏やかな気候、夏季はポート・エリザベスより北に位置する南アフリカの東海岸地域よりも湿度が低く、温暖である。
| ポート・エリザベスの気候            | ポート・エリザベスの気候 | ポート・エリザベスの気候 | ポート・エリザベスの気候 | ポート・エリザベスの気候 | ポート・エリザベスの気候 | ポート・エリザベスの気候 | ポート・エリザベスの気候 | ポート・エリザベスの気候 | ポート・エリザベスの気候 | ポート・エリザベスの気候 | ポート・エリザベスの気候 | ポート・エリザベスの気候 | ポート・エリザベスの気候 |
| 月                                  | 1月                      | 2月                      | 3月                      | 4月                      | 5月                      | 6月                      | 7月                      | 8月                      | 9月                      | 10月                     | 11月                     | 12月                     | 年                       |
| ----------------------------------- | ------------------------ | ------------------------ | ------------------------ | ------------------------ | ------------------------ | ------------------------ | ------------------------ | ------------------------ | ------------------------ | ------------------------ | ------------------------ | ------------------------ | ------------------------ |
| 最高気温記録 °C （°F）              | 39 (102)                 | 38 (100)                 | 41 (106)                 | 39 (102)                 | 35 (95)                  | 32 (90)                  | 33 (91)                  | 34 (93)                  | 39 (102)                 | 39 (102)                 | 36 (97)                  | 36 (97)                  | 41 (106)                 |
| 平均最高気温 °C （°F）              | 25 (77)                  | 25 (77)                  | 25 (77)                  | 23 (73)                  | 22 (72)                  | 20 (68)                  | 20 (68)                  | 20 (68)                  | 20 (68)                  | 21 (70)                  | 22 (72)                  | 24 (75)                  | 22 (72)                  |
| 平均最低気温 °C （°F）              | 18 (64)                  | 18 (64)                  | 17 (63)                  | 14 (57)                  | 12 (54)                  | 9 (48)                   | 9 (48)                   | 10 (50)                  | 11 (52)                  | 13 (55)                  | 14 (57)                  | 16 (61)                  | 14 (57)                  |
| 最低気温記録 °C （°F）              | 10 (50)                  | 11 (52)                  | 8 (46)                   | 4 (39)                   | 2 (36)                   | −1 (30)                  | −1 (30)                  | 2 (36)                   | 2 (36)                   | 3 (37)                   | 6 (43)                   | 9 (48)                   | −1 (30)                  |
| 降水量 mm （inch）                  | 36 (1.42)                | 40 (1.57)                | 54 (2.13)                | 58 (2.28)                | 59 (2.32)                | 62 (2.44)                | 47 (1.85)                | 64 (2.52)                | 62 (2.44)                | 59 (2.32)                | 49 (1.93)                | 34 (1.34)                | 624 (24.57)              |
| 平均降水日数                        | 9                        | 9                        | 10                       | 9                        | 9                        | 8                        | 8                        | 10                       | 9                        | 11                       | 11                       | 9                        | 112                      |
| 出典：South African Weather Service |                          |                          |                          |                          |                          |                          |                          |                          |                          |                          |                          |                          |                          |

### 人口

#### 人口構成
| <1 /km² 1–3 /km² 3–10 /km² 10–30 /km² 30–100 /km² |  | 100–300 /km² 300–1000 /km² 1000–3000 /km² >3000 /km² |

| アフリカーンス語 英語 |  | コサ語 優勢言語なし |

2001年のデータ
- 面積：335.3平方キロメートル (129.5 sq mi)

ネルソン・マンデラ・ベイ都市圏の人口密度

ネルソン・マンデラ・ベイ都市圏の優勢言語分布

- 人口：237,503人（人口密度：708.32人/km2）
- 世帯数：70,606世帯（世帯密度：210.58世帯/km2）

| 性別 | 人口（人） | 比率（%） |
| ---- | ---------- | --------- |
| 女性 | 122,253    | 51.47     |
| 男性 | 115,247    | 48.53     |

| 人種     | 人口（人） | 比率（%） |
| -------- | ---------- | --------- |
| 黒人     | 32,618     | 13.73     |
| 白人     | 123,722    | 52.09     |
| カラード | 71,912     | 30.28     |
| アジア系 | 9,248      | 3.89      |

| 母語             | 人口（人） | 比率（%） |
| ---------------- | ---------- | --------- |
| ズールー語       | 580        | 0.24      |
| コサ語           | 27,312     | 11.5      |
| アフリカーンス語 | 112,798    | 47.49     |
| 北ソト語         | 90         | 0.04      |
| ツワナ語         | 411        | 0.17      |
| 英語             | 94,068     | 39.61     |
| ソト語           | 494        | 0.21      |
| ツォンガ語       | 107        | 0.05      |
| スワジ語         | 75         | 0.03      |
| ヴェンダ語       | 114        | 0.05      |
| 南ンデベレ語     | 297        | 0.13      |
| その他           | 1,152      | 0.49      |

## 歴史

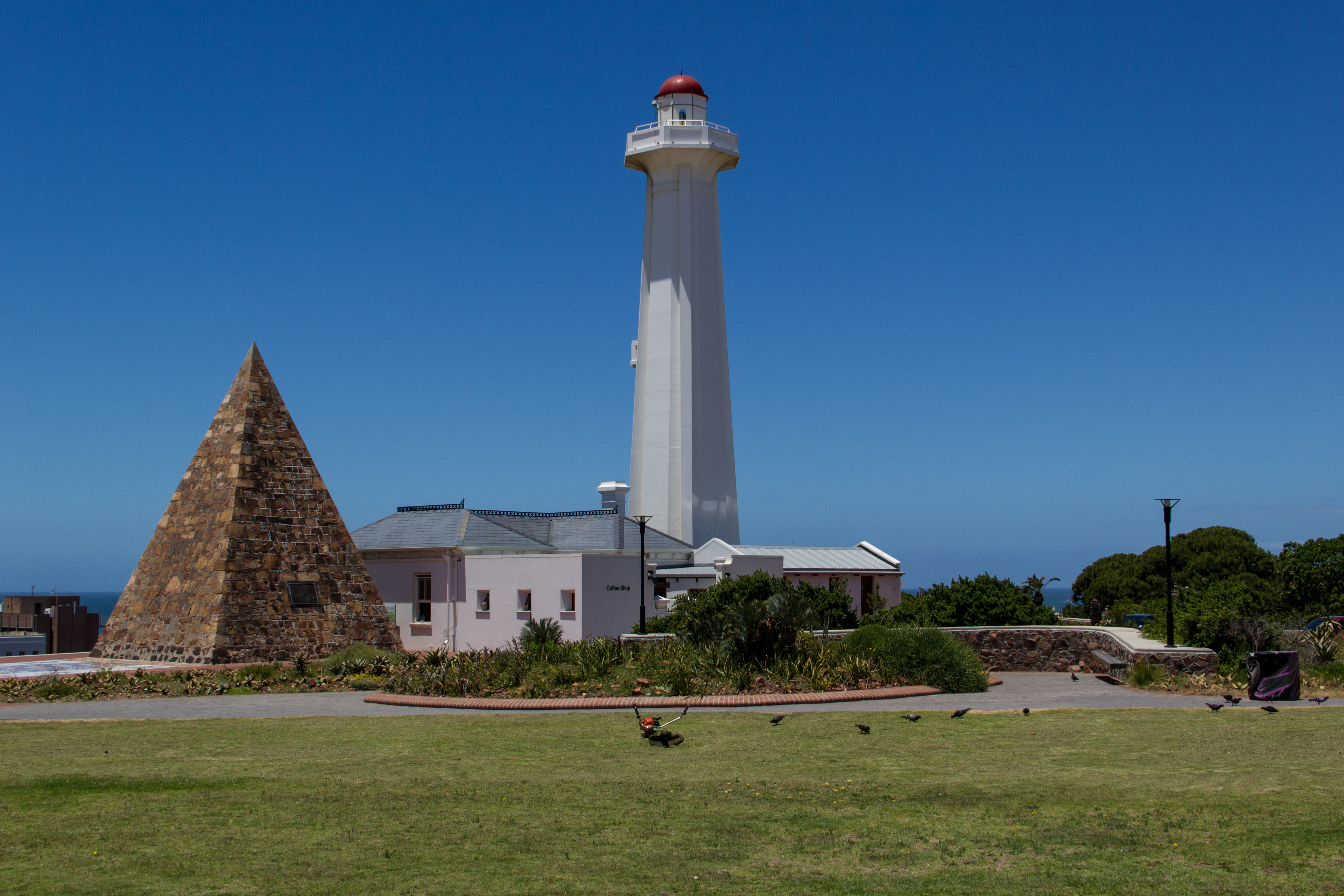
ポート・エリザベス碑

ポート・エリザベスは、コサ人居住地域との境界を強化したいケープ植民地の意向にもとづき、1820年に4000名のイギリス人がこの地域に入植したことによって開発が進んだ。
『ポートエリザベス』の地名は、植民地の総督代理であったルーデンス・ドンキン卿が前任地のインドで亡くなったエリザベス夫人を偲んで命名したものである。

## 政治
ポート・エリザベスは、ネルソンマンデラベイ都市圏を構成する地域の1角であり、都市圏を囲むカカドゥ郡の郡庁所在地である。治安判事裁判所、東ケープ州の高等法院、労働裁判所支部がある。高等法院があるため、裁判長や公訴局長の事務所がある。州政府と中心とする政府系の組織の大半は、ポート・エリザベスに地方部局等を設置している。

## 対外関係

### 姉妹都市･提携都市
姉妹都市
- ヨーテボリ（スウェーデン王国 ヴェストラ・イェータランド県）

## 経済

### 工業
自動車産業がさかんで、ゼネラルモーターズ（ハマーなど）、フォルクスワーゲン、フォード・モーター、コンチネンタルタイヤの工場がある。

## 交通

### 空港
- チーフ・ダウィッド・スチュールマン国際空港

### 鉄道
- スポールネット
  - ポート・エリザベス駅
- アップル・エクスプレス
  - ヒュームウッド・ロード駅
- ディアス・エクスプレス

### 道路
- ハイウェイ
  - N2（ガーデン・ルート）

## 教育

### 大学
- ネルソン・マンデラ大学

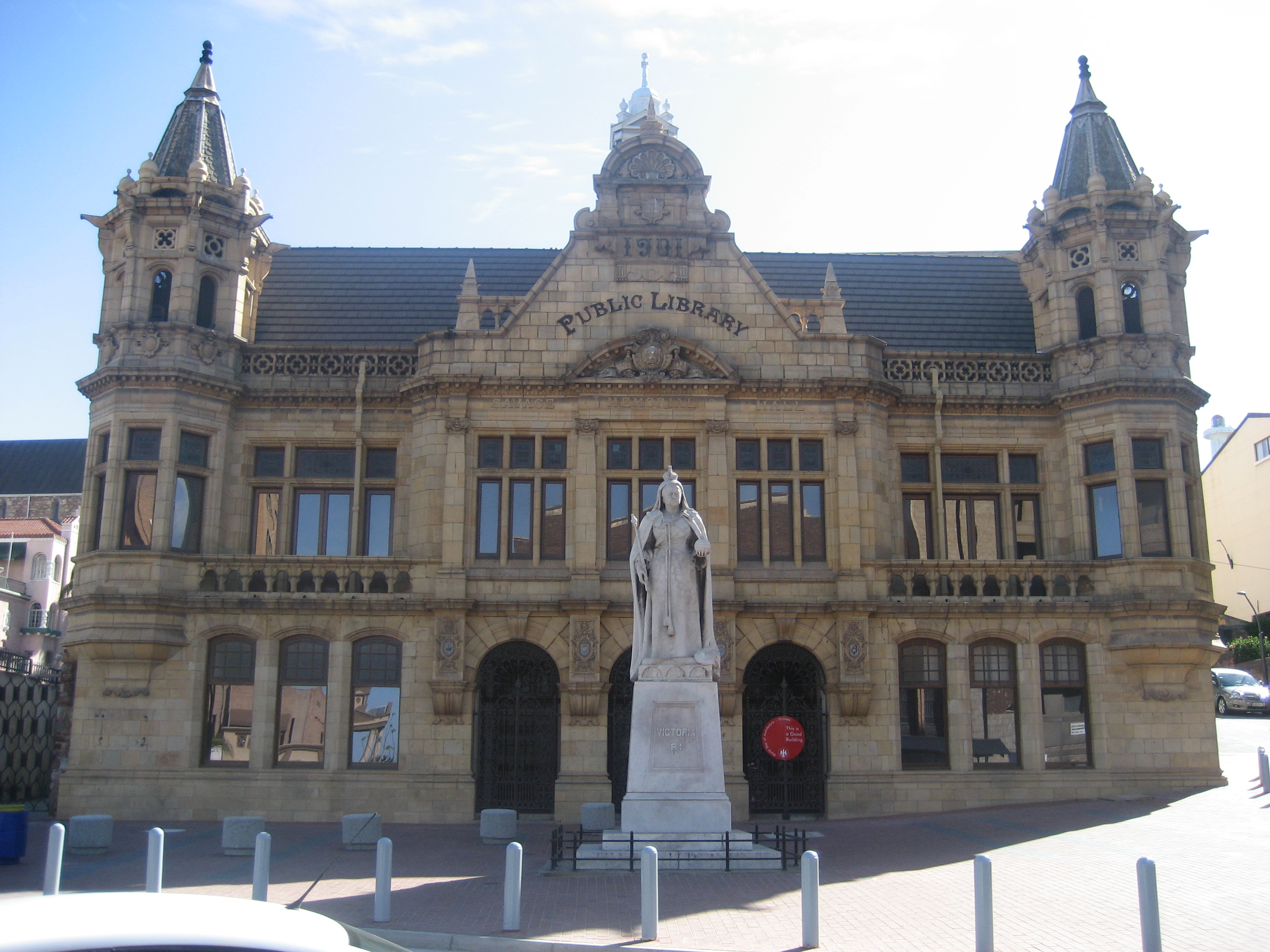
公立図書館

## 観光

### 観光スポット
- ホビービーチ - サーファーが多く訪れるビーチ

## 文化

### スポーツ
- ネルソン・マンデラ・ベイ・スタジアム - サッカー競技場
  - 市街地の北西4kmに新設された2010 FIFAワールドカップの会場のひとつ。
  - サッカーのチッパ・ユナイテッドFC（英語版）、ラグビーのイースタン・プロヴィンス・エレファンツが本拠地として使用。
- セント・ジョージパーク - クリケット競技場
  - スタジアムの名称は、キリスト教の聖人・ゲオルギウスが由来。
- アルド・スクリバンテ・サーキット - レーシング場

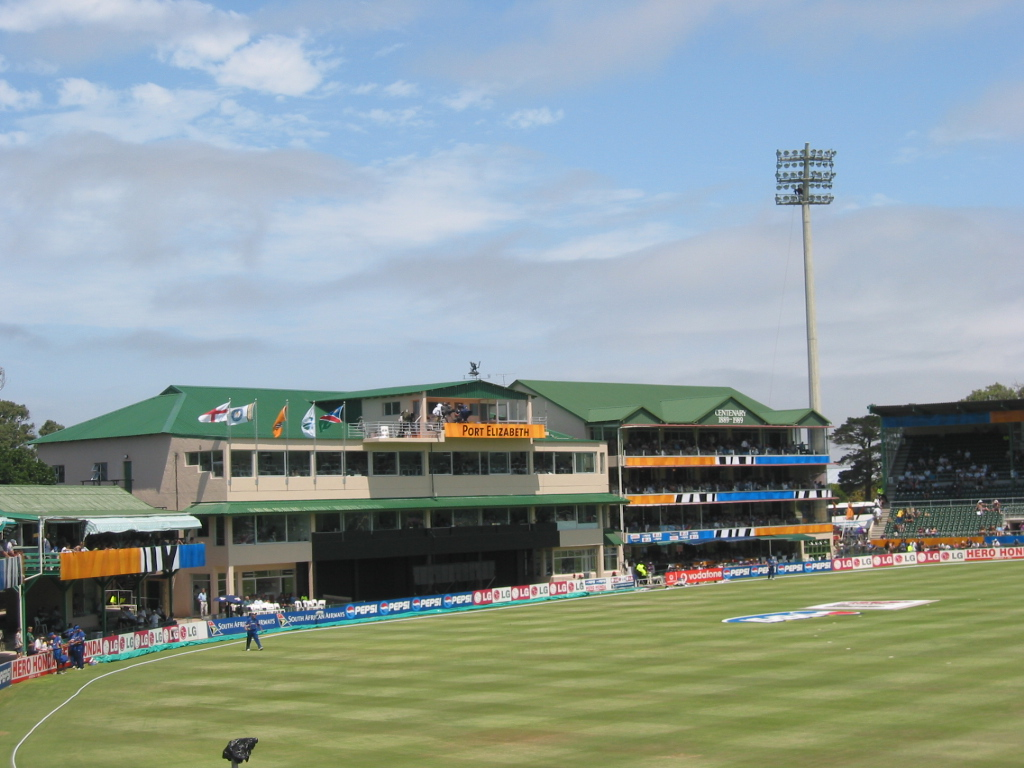
セント・ジョージパーク